# Coptops aedificator
Coptops aedificator là một loài bọ cánh cứng trong họ Cerambycidae.